# عبد العزيز محمد (لاعب كرة قدم قطري)
عبد العزيز محمد حسن لاعب كرة قدم قطري ، ولد في (28 نوفمبر 2002) يلعب في نادي الشمال معار من نادي الدحيل.

## مسيرة اللاعب
لعب في نادي الدحيل وأعير إلى نادي الشمال.